# Ipomoea argentinica
Ipomoea argentinica là một loài thực vật có hoa trong họ Bìm bìm. Loài này được PETER mô tả khoa học đầu tiên năm 1891.